# 洁丽·雷恩
洁丽·雷恩（英語：Jeri Lynn Zimmermann Ryan，1968年2月22日—），生於德國慕尼黑，美國女演員。最為人所知的角色有科幻影集《星艦奇航記：重返地球》中重獲自由（或者說被「解除同化」）的博格人「九之七」；影集《都市俠盜》（Leverage）中的角色Tara Cole；以及影集《高校風雲》（Boston Public）中的"Ronnie" Veronica Cooke。她同時也是科幻影集《幽浮檔案》以及法律影集《律政狂鲨》中的固定角色。她現在則在美國廣播公司（ABC）製作的劇集《逝者之證》（Body of Proof）扮演費城法醫鑑定部副主任Dr. Kate Murphy。